# Stuart Kettlewell
Stuart Kettlewell, né le 4 juin 1984 à Glasgow en Écosse, est un footballeur écossais qui évolue au poste de milieu défensif, reconverti entraîneur.

## Biographie

### Carrière de joueur
Né à Glasgow en Écosse, Stuart Kettlewell est formé par le Queen's Park, où il commence sa carrière.
Lors de l'été 2008 il rejoint le Clyde FC pour un contrat de deux ans. Le transfert est annoncé le 19 mai 2008.
En juin 2009 le contrat de Kettlewell est résilié et il rejoint alors librement le Ross County FC.
Lors de la saison 2011-2012 il participe à la promotion de Ross County vers la première division, le club remportant le Scottish Championship pour la première fois de son histoire.
Il fait alors ses débuts en Scottish Premiership, la première division écossaise, le 18 août 2012, face au Celtic Glasgow. Il est titularisé lors de cette rencontre qui se solde par un match nul (1-1 score final). Au cours de cette saison 2012-2013, le club promu parvient à créer la surprise en terminant à la cinquième place du championnat. Kettlewell fait partie des joueurs qui, en fin de saison, voient leur contrat être prolongé.
Kettlewell termine sa carrière au Brora Rangers F.C., club de Highland Football League, la cinquième division écossaise, où il joue de 2014 à 2015.

### Carrière d'entraîneur
Après sa carrière de joueur, Stuart Kettlewell devient entraîneur. Il fait son retour à Ross County où il coach notamment l'équipe des moins de 20 ans du club. Avec cette équipe il parvient à remporter le SPFL Development League, la plus haute ligue des jeunes, lors de la saison 2016-2017. Malgré cette victoire, Kettlewell déclare qu'il sera de toute façon jugé sur le nombre de joueurs à intégrer l'équipe première, le club ayant essuyé plusieurs critiques quant à son incapacité à amener suffisamment de joueurs de l'académie vers le groupe professionnel.
Après la démission d'Owen Coyle, Kettlewell est nommé entraîneur de l'équipe première de Ross County le 2 mars 2018, en duo avec Steven Ferguson. Il est nommé seul à la tête de l'équipe en juin 2020 tandis que Ferguson obtient un rôle de directeur général.
Le 3 octobre 2022, Stuart Kettlewell rejoint le Motherwell FC, où il a un rôle de Coach en développement.
Kettlewell devient entraîneur intérimaire de l'équipe première du Motherwell FC le 11 février 2023 après le départ de Steven Hammell, qui n'a enregistré qu'une seule victoire depuis octobre 2022, et laisse le club proche de la zone de relégation. La nomination de Kettlewell permet au club de remonter au classement et le 22 février 2023 il est conforté dans ses fonctions en devenant officiellement l'entraîneur principal du Motherwell FC,.
Il parvient à mener Motherwell à la septième place du championnat lors de la saison 2022-2023 puis neuvième à l'issue de la saison 2023-2024. Il est récompensé, lui et son entraîneur adjoint Stephen Frail (en), par un nouveau contrat signé le 31 août 2024.
Le 27 janvier 2025, Kettlewell démissionne de son poste d'entraîneur de Motherwell. Quittant le club alors que le club est classé cinquième du championnat, le conseil d'administration du club annonce que le départ de son désormais ex-entraîneur est motivé par les abus subit par Kettlewell envers lui et sa famille de la part d'une partie des supporters alors que l'équipe vient d'essuyer une série de mauvais résultats dont trois défaites de suite. Stephen Frail (en), qui était son adjoint jusqu'ici est choisi pour le remplacer en tant qu'intérimaire,.
Le 25 mai 2025, Stuart Kettlewell retrouve un poste en étant nommé à la tête de l'équipe première du Kilmarnock FC.

## Palmarès

### Joueur
Ross County
- Scottish Championship (1) :
  - Champion : 2011-2012.

### Entraîneur
Ross County
- Scottish Championship (1) :
  - Champion : 2018-2019.